# Orest Dżułyński
Orest Teodor Dżułyński (ur. 5 października 1890 w Jarosławiu, zm. ?) – pułkownik dyplomowany piechoty Wojska Polskiego II RP, kawaler Orderu Virtuti Militari, pierwszy w historii sekretarz Polskiego Związku Piłki Nożnej, piłkarz Pogoni Lwów.

## Życiorys
Urodził się 5 października 1890 w Jarosławiu.
W czasie I wojny światowej walczył w szeregach Legionów Polskich. 7 marca 1917 został awansowany na chorążego w 1 pułku piechoty. Po zakończeniu wojny z bolszewikami dowodził batalionem w 31 pułku Strzelców Kaniowskich. 3 maja 1922 został zweryfikowany w stopniu majora ze starszeństwem z dniem 1 czerwca 1919 i 442. lokatą w korpusie oficerów piechoty. W tym samym roku został powołany do służby Sztabu Generalnego. Pełnił wówczas służbę w Oddziale III Sztabu Dowództwa Okręgu Korpusu Nr IV w Łodzi. 6 czerwca 1925 został przesunięty z Kursu Doszkolenia 1924–1925 na I rocznik Kursu Normalnego 1924–1926 Wyższej Szkoły Wojennej w Warszawie. 28 października 1927, po ukończeniu kursu i uzyskaniu dyplomu naukowego oficera Sztabu Generalnego, pozostał w uczelni w charakterze asystenta. 23 stycznia 1928 został mianowany podpułkownikiem ze starszeństwem z dniem 1 stycznia 1928 i 41. lokatą w korpusie oficerów piechoty. Jesienią 1931 został przeniesiony z WSWoj. do 26 pułku piechoty na stanowisko zastępcy dowódcy pułku. Latem 1933 objął dowództwo tego oddziału i pełnił je do początku marca 1936, gdy został przeniesiony do Sztabu Głównego w Warszawie. Od 11 października 1937 do 22 czerwca 1939 dowodził 71 pułkiem piechoty w Zambrowie, po czym leczył się w szpitalu. Według autorów monografii Łódzki OZPN 80 lat. 1920–2000. Ludzie, fakty, kluby prawdopodobnie zginął we wrześniu 1939 w okolicach Kutna.

### Działalność sportowa
Jako uczeń III Gimnazjum we Lwowie uprawiał od 1905 sport w ramach kółka gimnastyczno-sportowego, a następnie był zawodnikiem Lechii Lwów. Z ramienia Lechii został jednym z założycieli Pogoni Lwów, następnie był zawodnikiem (w drużynie piłki nożnej) i działaczem tego klubu, m.in. sekretarzem klubu (1910–1911) i członkiem zarządu (1911–1914). W 1912 opracował projekt boiska klubu, otwartego w 1913. Był także czynnym sędzią piłkarskim, 15 lutego 1914 został sekretarzem działającego w Galicji Związku Polskiego Piłki Nożnej, a 8 marca 1914 prezesem Sparty Lwów. Na założycielskim zgromadzeniu PZPN 20 grudnia 1919 został wybrany sekretarzem tej organizacji i pełnił tę funkcję do 14 kwietnia 1920. 4 lutego 1923 został prezesem Łódzkiego Okręgowego Związku Piłki Nożnej i pełnił tę funkcję faktycznie do listopada tegoż roku, formalnie do lutego 1924, należał także organizatorów okręgowego związku lekkoatletycznego w Łodzi. Od stycznia 1928 do lutego 1929 był wiceprezesem PZPN. W okresie II Rzeczypospolitej był członkiem wydziału honorowego klubu sportowego LKS Pogoń Lwów.

## Ordery i odznaczenia
- Krzyż Srebrny Orderu Wojskowego Virtuti Militari nr 7095 – 17 maja 1922[21][18]
- Krzyż Niepodległości – 15 czerwca 1932 „za pracę w dziele odzyskania niepodległości”[22]
- Krzyż Kawalerski Orderu Odrodzenia Polski – 11 listopada 1935 „za zasługi w służbie wojskowej”[23][24]
- Krzyż Walecznych trzykrotnie[18]
- Złoty Krzyż Zasługi – 19 marca 1931 „za zasługi na polu organizacji i wyszkolenia wojska”[25]